# Allée couverte von Mougau-Bihan
Die Allée couverte von Mougau-Bihan ist ein Galeriegrab südlich von Commana im Département Finistère in der Bretagne in Frankreich. Sie liegt am Rande des Höhenzuges Monts d’Arrée, südlich von Commana, im Regionalen Naturpark Armorique. Erforscht wurde sie im 19. Jahrhundert, wovon keine Aufzeichnungen gemacht wurden. 1909 wurde das Denkmal unter Schutz gestellt.

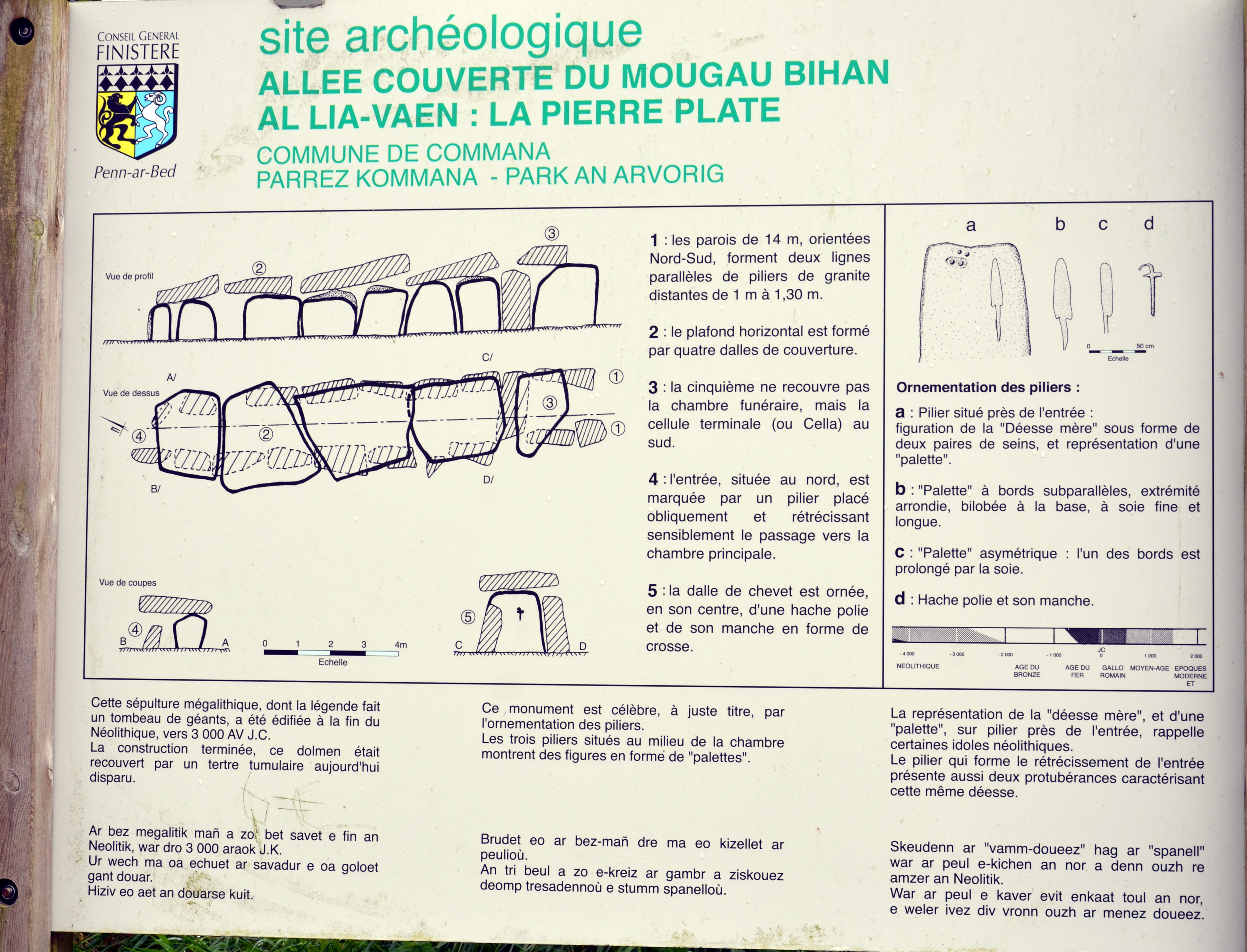
Galeriegrab Mougau-Bihan

Die Nord-Süd orientierte, relativ gut erhaltene, zwischen 3000 und 2500 v. Chr. in die Jungsteinzeit datierte Allée couverte, ist insgesamt etwa 14,0 Meter lang und besteht aus einer Vorkammer im Süden und der etwa 11,0 m langen und 1,5 m breiten Kammer. Erhalten sind 19 Tragsteine und fünf Decksteine aus Granit. Der Zugang scheint nahe dem nördlichen Ende auf der Ostseite gelegen zu haben. 
Innen sind Reliefs einer Stilaxt, von Dolchen und weiblichen Brüsten zu erkennen. Neben Kerguntuil ragen die Anlagen von Crec’h Quillé, Prajou-Menhir, die La Maison des Feins von Tressé, im Département Ille-et-Vilaine und die Allée couverte de la Bellée bei Boury-en-Vexin im Département Oise durch ihre Petroglyphen heraus. 